# RMIT University

Logo der RMIT University

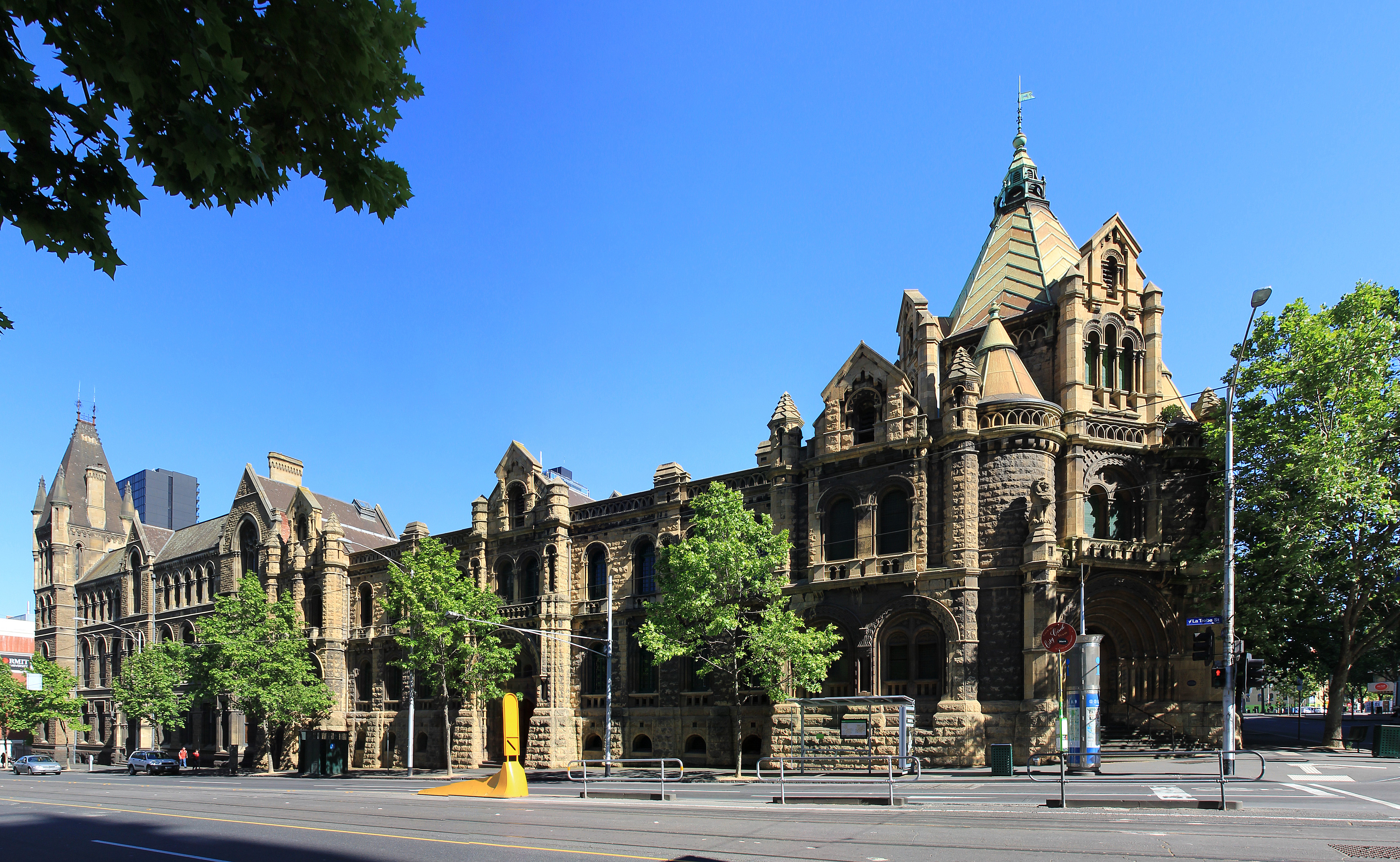
Francis Ormond Building in Melbourne

Das Royal Melbourne Institute of Technology (RMIT), ist eine öffentliche Forschungsuniversität in Melbourne im australischen Bundesstaat Victoria.
Sie wird von Quacquarelli Symonds (QS) als Fünf-Sterne-Hochschule eingestuft und steht in den QS World University Rankings 2024 auf Platz 123 in der Welt.
Das RMIT unterliegt der königlichen Schirmherrschaft von Queen Elisabeth II und ist die einzige Hochschuleinrichtung Australiens, die das Recht hat, die Vorsilbe "Royal" zu tragen. Das RMIT wurde 1887 von Francis Ormond gegründet und begann als Reaktion auf die industrielle Revolution in Australien als Abendschule, die Kurse in Wissenschaft, Technologie und Kunst anbot. Mehr als hundert Jahre lang war es eine private Hochschule, bevor es 1992 mit dem Phillip Institute of Technology fusionierte und zu einer öffentlichen Universität wurde. Mit rund 95.000 Studierenden im Hochschul- und Berufsbildungsbereich ist es die größte duale Bildungseinrichtung in Australien. Mit einem Jahresumsatz von rund 1,5 Milliarden Australischer Dollar ist sie auch eine der reichsten Universitäten Australiens.
Der Hauptcampus des RMIT befindet sich am nördlichen Rand des historischen Hoddle Grid im Stadtzentrum von Melbourne. Sie verfügt über zwei Satellitencampus in den nördlichen Vororten Brunswick und Bundoora sowie einen Ausbildungsstandort auf dem RAAF-Williams-Stützpunkt im westlichen Vorort Point Cook. Außerdem verfügt sie über einen Schulungsstandort am Flughafen Bendigo in der viktorianischen Stadt Bendigo und einen Forschungsstandort in Hamilton in der Nähe des Grampians National Park.
In Asien verfügt die RMIT über einen großen Campus in Ho-Chi-Minh-Stadt (seit 2001) und einer Zweigstelle in Hanoi (seit 2004), sowie einem Ausbildungszentrum in Da Nang in Vietnam sowie über Lehrpartnerschaften in China, Hongkong, Indonesien, Singapur und Sri Lanka. In Europa unterhält sie ein Forschungs- und Kooperationszentrum in der spanischen Stadt Barcelona.

## Fakultäten
- Betriebswirtschaft
- Design und Gesellschaftswissenschaften
- Natur- und Ingenieurwissenschaften, sowie Technologie

## Geschichte vor 1887
Der Vorläufer des RMIT, das Working Men's College of Melbourne, wurde in den 1880er Jahren von dem schottischstämmigen Politiker The Hon. Francis Ormond gegründet. Die Planungen begannen 1881. Ormond orientierte sich bei seinem Modell für das College an der Birkbeck Literary and Scientific Institution (heute ein Bestandteil der University of London), dem Brighton College of Art (heute die University of Brighton), dem Royal College of Art und dem Working Men's College of London.
Ormond spendete die Summe von 5000 Pfund für die Gründung des Colleges. Im viktorianischen Parlament wurde er von Charles Pearson und in der Melbourner Trades Hall von William Emmett Murphy unterstützt. Die Arbeitergewerkschaften von Melbourne sammelten ihre Mitglieder, um Ormonds Spende aufzustocken. Das Grundstück für das College an der Ecke Bowen Street und La Trobe Street, gegenüber der Melbourne Public Library, wurde von der viktorianischen Regierung zur Verfügung gestellt.

## Working Men’s College (1887–1960)
Das Working Men's College of Melbourne wurde am 4. Juni 1887 mit einer feierlichen Zeremonie im Rathaus von Melbourne eröffnet und war damit die fünfte tertiäre Bildungseinrichtung in Victoria (das Melbourne Athenaeum wurde 1839 gegründet, die Universität von Melbourne 1853, die Ballarat School of Mines 1870 und die Bendigo School of Mines 1873). In der Eröffnungsnacht nahm sie 320 Schüler auf.
Sie wurde als Abendschule für den Unterricht in "Kunst, Wissenschaft und Technik" – in den Worten ihres Gründers – "insbesondere für arbeitende Männer" eröffnet. Ormond glaubte fest an die transformative Kraft der Bildung und war davon überzeugt, dass das College für die Industrialisierung Melbournes im späten 19. Jahrhundert von "großer Bedeutung und großem Wert" sein würde. Im Jahr 1904 wurde es als privates College nach dem Companies Act gegründet.
Zwischen der Wende zum 20. Jahrhundert und den 1930er Jahren expandierte sie über das benachbarte Old Melbourne Gaol und errichtete Gebäude für neue Kunst-, Ingenieur- und Radioschulen. Außerdem leistete sie ihren ersten Beitrag zu den australischen Kriegsanstrengungen, indem sie die aus dem Ersten Weltkrieg zurückgekehrten Militärangehörigen ausbildete. Nach einer Petition von Studenten änderte sie 1934 offiziell ihren Namen in Melbourne Technical College.
Das erweiterte College leistete während des Zweiten Weltkriegs einen noch größeren Beitrag zu den australischen Bemühungen, indem es ein Sechstel des australischen Militärpersonals ausbildete, darunter die Mehrzahl der Kommunikationsoffiziere der Royal Australian Air Force. Es bildete auch 2000 Zivilisten in der Munitionsherstellung aus und wurde von der australischen Regierung mit der Herstellung von Teilen für Militärflugzeuge beauftragt, darunter die meisten Teile für den Beaufort-Bomber.

## RMIT (1960–1992)
Nach dem Zweiten Weltkrieg wurde sie 1954 als erste australische Hochschuleinrichtung mit der königlichen Schirmherrschaft (von Elisabeth II.) für ihre Verdienste um das Commonwealth im Bereich der Bildung und für ihren Beitrag zu den Kriegsanstrengungen ausgezeichnet und offiziell in "Royal Melbourne Technical College" umbenannt. Es wurde (und ist bis heute) die einzige Hochschuleinrichtung in Australien, die das Recht hat, die Vorsilbe "Royal" zu tragen und die Insignien der australischen Monarchie zu verwenden.
Ihr Name wurde 1960 offiziell in Royal Melbourne Institute of Technology geändert. In der Mitte des 20. Jahrhunderts wurde es zu einem Anbieter von allgemeiner Hochschul- und Berufsausbildung umstrukturiert und leistete Pionierarbeit im Bereich der dualen Ausbildung in Australien. In dieser Zeit begann auch ein Engagement in Südostasien (im Rahmen des Colombo-Plans der australischen Regierung). 1979 schloss sich das benachbarte Emily McPherson College of Domestic Economy mit dem RMIT zusammen.

## RMIT University (1992)
Nach dem Zusammenschluss mit dem Phillip Institute of Technology im Jahr 1992 wurde sie durch einen Erlass der Regierung von Victoria im Rahmen des Royal Melbourne Institute of Technology Act 1992 zu einer öffentlichen Universität und änderte ihren Namen in RMIT University.
In den 1990er Jahren erfuhr die Universität eine rasche Expansion und schloss sich mit einer Reihe von nahe gelegenen Colleges und Instituten zusammen. Das Melbourne College of Decoration and Design schloss sich 1993 dem RMIT an, um eine neue Berufsfachschule für Design zu gründen, gefolgt vom Melbourne College of Printing and Graphic Arts im Jahr 1995. Im selben Jahr eröffnete das RMIT seinen ersten radialen Campus in Bundoora im nördlichen Großraum Melbourne. Im Jahr 1999 erwarb sie den Campus des Melbourne Institute of Textiles in Brunswick im nördlichen Stadtgebiet von Melbourne für ihre Design-Berufsschulen.

## Geschichte seit 2000
Zu Beginn des 21. Jahrhunderts wurde sie von der vietnamesischen Regierung eingeladen, die erste Universität des Landes in ausländischem Besitz zu werden. Ihre erste internationale Zweigstelle wurde 2001 in Ho-Chi-Minh-Stadt eröffnet, eine zweite 2004 in Hanoi. 2013 eröffnete sie ein Zentrum in Barcelona, Spanien, und ist damit auch in Europa präsent.
Martin Bean CBE war von 2015 bis 2021 Vizekanzler und Präsident.

## Zahlen zu den Studierenden
2020 waren in Australien 74.604 Studierende an der RMIT University eingeschrieben (2016: 61.792, 2017: 65.533, 2018: 69.286, 2019: 72.548). 54.544 davon (73,1 %) hatten noch keinen ersten Abschluss, 50.218 davon waren Bachelorstudenten. 19.172 (25,7 %) hatten bereits einen ersten Abschluss und 2.434 davon arbeiteten in der Forschung.